# Berthachar
Berthar lub Bertachar – syn Bisinusa, króla Turyngii i Basiny. Razem z braćmi Hermanfridem i Baderichem odziedziczył tron Turyngii po ojcu. Został zabity przez Hermanfrida w bitwie.
Berthachar miał jedną córkę, Radegundę (później kanonizowaną), wydaną za króla Franków Chlotara I.